# Karczma w Antolce
Karczma w Antolce – zabytkowa karczma znajdująca się w województwie małopolskim, w powiecie miechowskim, w gminie Książ Wielki, w Antolce.
Obiekt został wpisany do rejestru zabytków nieruchomych województwa małopolskiego.

## Historia
Nazwa gospody i wsi pochodzi od żony karczmarza o imieniu Antolka.
Karczma pochodzi z 1832 roku. lub 1836. Wybudowana została przy trakcie warszawskim. W czasie powstania styczniowego z 14/15 marca 1863 roku oddział gen. Mariana Langiewicza zatrzymał się w Antolce, a karczma stanowiła siedzibę sztabu generała. Obiekt pierwotnie składający się z dwóch identycznych budynków należał do majątku w Książu Wielkim i był dzierżawiony przez Żydów. Po II wojnie światowej karczma została znacjonalizowana i zaadaptowana na szkołę. Na początku lat 80. XX wieku architekt Leszek Sobolewski kupił i odbudował obiekt.

## Architektura
Obiekt klasycystyczny, murowany, parterowy, przykryty dachem naczółkowym. Na elewacji ryzalit z czterema pilastrami.